# Анна Дольська
Анна Ходоровська, у шлюбах Вишневецька та Дольська (пол. Anna Dolska, ймовірно, між 1661 і 1663, Львів — 6 травня 1711, Львів) — польська княгиня, меценатка, політична діячка. Кума Івана Мазепи, листуванням з яким також відома.

## Життєпис
Народилася, ймовірно, між 1661 і 1663 роками у Львові єдиною донькою в батька — шляхтича зі спольщеного українського (руського) роду Кшиштофа Станіслава Ходоровського гербу Корчак. Мати — дружина батька Катажина з Яблоновських гербу Прус ІІІ, сестра великого коронного гетьмана Станіслава Яна Яблоновського. Анна була тіткою короля Станіслава Лещинського.
Була вродливою та освіченою. 
Майже ніхто з істориків не сумнівається, що княгиня була посередницею під час перемовин гетьмана України Івана Мазепи з королем С. Лещинським — ставлеником Карла ХІІ. Мазепа познайомився з нею 1706 р., перебуваючи в Дубні, потім став хрещеним батьком її онучки, позичив їй чималу суму грошей. Дольська стала намовляти гетьмана відійти від царя Петра й стати союзником польського короля С. Лещинського, якого тоді підтримував король Карл XII. Можна припустити, що Анна Дольська була втаємничена в деталі місії Соломона в 1689—1692 роках, таємного посланця гетьмана Мазепи, метою якої було прохання допомогти визволити Україну від «опіки» Московії. Улітку 1707 року у своєму листі повідомляла про небезпеку, що загрожувала І. Мазепі від князя О. Меншикова, котрий «сам в Україні хоче бути гетьманом» — керманич України подякував за пересторогу. Певне, в цій кореспонденції йшлося як про політичну ситуацію, так і про «амурні справи»: сучасники Мазепи (зокрема його племінник Андрій Войнаровський на допитах), згадували, що княгиня Г. Дольська обіцяла одружитися з гетьманом. 16 вересня 1707 року Мазепа отримав від неї її лист, а також трактат короля С. Лещинського з 12 пунктів. Польська дослідниця Ілона Чаманська (пол. Czamańska) стверджувала, що власне А. Дольська сприяла переходу І. Мазепи на сторону шведів, однак це заперечив, зокрема, Збігнев Анусик (пол. Anusik).
Анна Ходоровська була фундаторкою будівництва нової каплиці в латинському катедральному соборі Львова, яке провели в 1701–1707 роках (за іншими даними, була фундаторкою барокізації колишньої каплиці Бучацьких, якою з початку XVIII ст. опікувалися князі Вишневецькі).
Мала намір відкрити у Крем'янці школи ордену піярів, що викликало невдоволення єзуїтів. Виділила 3 тисячі золотих римських скудо (еквівалент близько 30000 флоринів) на будівництво мурів костелу монастиря піярів у Любешеві й 1 000 злотих (або 100 золотих римських скудо) — для придбання книг для бібліотеки. Також передала цьому Любешівському монастирю землі свого маєтку в с. Троянівка на Волині. З
На початку XVIII ст. після її прохання за дозволом львівського латинського архиєпископа Константія Зелінського до містечка Білий Камінь прибули монахи-тринітарії (латинського обряду), яким передали місцевий парафіяльний костел. Також вона мала фундувати монастир тринітаріїв у Білому Камені, однак цього не трапилося. 1695 року отримала права на маєтності князів Вишневецьких, розташовані за Дніпром.
Померла 6 травня 1711 року у Львові через погіршення стану здоров'я після поразки війська Карла XII і Мазепи під Полтавою та ув'язнення московитами після наказу царя Петра І сина, князя Михайла Сервація Вишневецького, і вивезення до Москви.

### Сім'я
Перший чоловік — белзький воєвода, князь Костянтин Криштоф Вишневецький, який засватав її в 1676 році, будучи років на 30 старшим. Чоловік був власником (або співвласник) містечка Білий Камінь (нині — село Золочівського району Львівської области); була другою дружиною чоловіка. У шлюбі народила дітей:
- Януш Антоній Вишневецький,
- Михайло Сервацій Вишневецький[22],
- Дмитро — помер немовлям[21],
- Франциска,[3] дружина гощинського старости Казімежа Тарла[24].

Портрет її першого чоловіка та, очевидно, Анни Ходоровської був у захристі львівського костелу святого Антонія.
Вдруге одружилася з великим литовським маршалком Яном Каролем Дольським у 1686 році (за іншими даними — у 1689). З другим чоловіком мала дітей, які померли в дуже молодому віці (зокрема, Криштоф помер 1698-го). Після смерти чоловіка певний час управляла його маєтностями. Разом з ним призначила земельну ділянку довжиною 275 м та шириною 105 «великих кроків» для будівництва резиденції ченців-піярів у Новому Дольську (Любешеві).